# Oświęcim
Oświęcim (kiejtése: [ɔɕˈfjɛɲt͡ɕim]; németül Auschwitz) város Lengyelországban, a Kis-lengyelországi vajdaságban, az Oświęcimi járásban. Lengyelország felosztása után a Magyarországon is uralkodó Habsburgok egyik címe az „Auschwitz hercege” volt.

## A város nevének etimológiája

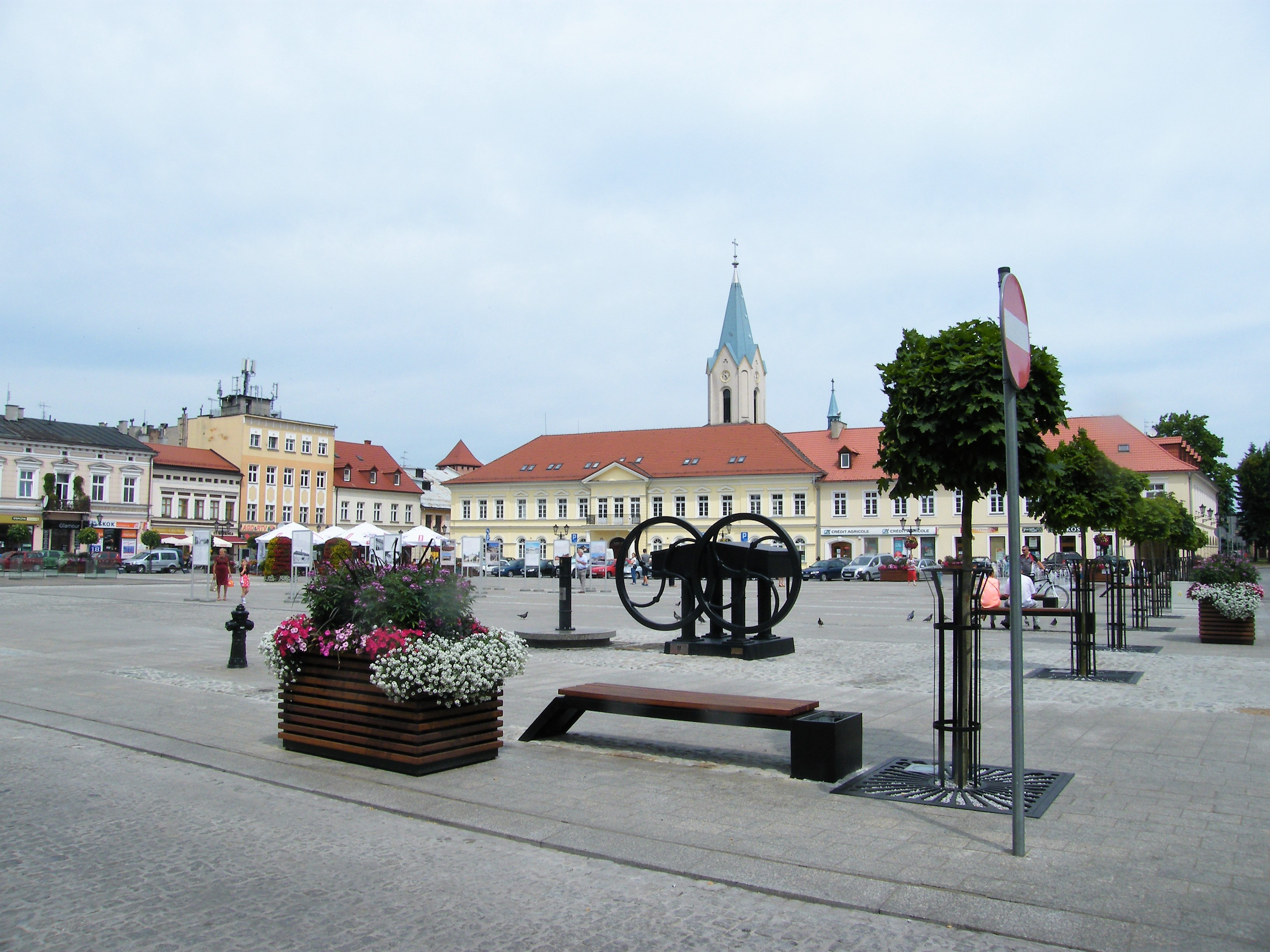
Városi látkép

Oświęcim a város 800 éves ősi lengyel neve. A város neve különböző nyelveken – lengyelül, németül, csehül vagy latinul jelenik meg írásban. Ilyen előfordulások vannak: Ospenchin (1217), Osvencin (1280), Hospencin (1283), Osswetem (1290), Uspencin (1297), Oswentim (1302), Wswencim (1304), Auswintzen (1312), Oswiecim (1314), Oswencin (1327), Auswieczin (1372), Awswiczin (1372), Uswiczin (1400) Más névváltozatok: Ossvancin, Osvencim, Osvenczyn, Osvacim, Osswanczyn, Ossvijancin, Osswancin, Oswęcim, illetve Ossvencim. Latinul Osswencimen vagy Osviecimensis változattal találkozni. Mivel Oświęcim fontos kereskedelmi központ volt, a német kereskedők saját német névvel illették – „Auswintz”-cal. Az Oppelni és Tescheni Hercegségek okleveleiben is előfordul a németesen hangzó név. A német nyelvterületen kiadott atlaszokban is lehet találkozni ezzel a változattal. Miután a várost a Német Birodalomhoz csatolták, a hatóságok nevét Oświęcimről a német Auschwitzra változtatták. Ezért jelenik meg a koncentrációs tábor nevében Oświęcim német neve. Miután a Vörös Hadsereg 1945. január 27-én felszabadította a várost, visszaállították eredeti nevét, amit ma is visel.

## Fekvése
A város a Soła folyónak a Visztulába torkolásánál fekszik.

## Története
A város története 800 évre tekint vissza, Lengyelországban a legrégebbi Piast-dinasztia-kori vármegyei (kasztelania) városok közé tartozik. A város valamikor egy Oswięczym nevű emberhez tartozott. A fennmaradt oklevelek tanúsága szerint 1179-ben Igazságos Kázmér közvetítésével került át testvére, Görbelábú Mieszko opolei és raciborzi herceg fennhatósága alá. Ettől az időtől kezdve a város sorsa Sziléziához és Kis-Lengyelország történelméhez, sőt a XIV. században a Cseh Királysághoz kötődött.
I. Ulászló opolei herceg uralkodása alatt (1272. körül) Oświęcim lvovi városi jogokat kapott. 1281-ben Oświęcim és környéke az újonnan alakult Tescheni Hercegséghez került, majd 1312–1317 között önálló Oświęcimi Hercegség alakult, melynek uralkodója Ulászló herceg lett. 1327-ben a hercegség függetlenné vált Csehországtól több, mint egy évszázadra. 1445-ben felosztották az Oświęcimi, Zatorski és Toszecki Hercegségre. 1457-ben János herceg eladta a hercegséget IV. Kázmér lengyel királynak, ennek köszönhetően Oświęcim ismét visszatért Lengyelország határai közé.
A svéd háborúk idején Oświęcim komolyan megsérült, Lengyelország első felosztása alkalmával 1772-ben a város és környéke osztrák megszállás alá került 1918-ig. 1929–1931 között a város járási székhely lett, azonban 1932-ben a járást megszüntették.

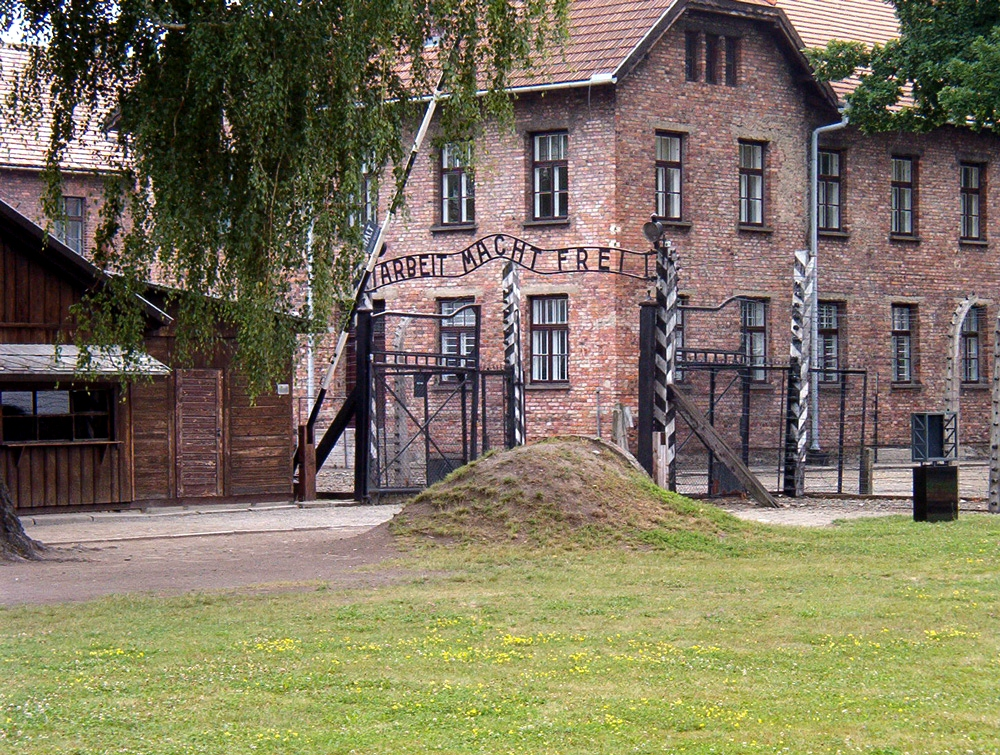
A volt koncentrációs tábor bejárata a „Munka szabaddá tesz” (Arbeit macht frei) felirattal

A második világháború idején itt létesítették a legnagyobb német koncentrációs tábort és a legnagyobb megsemmisítő tábort, az Auschwitz-Birkenau tábort. A komplexumba tartozott az anyatábor, KL Auschwitz I., a KL Auschwitz II-Birkenau, a KL Auschwitz III-Monowitz és több altábor. A tábor, mely 1945. január 27-én szabadult fel, 1,1,-1,5 millió különböző nemzetiségű, de 90%-ban zsidó ember tömeggyilkosságának tragikus szimbóluma lett. 1947 óta a néhai tábor helyén az Auschwitz-Birkenau Állami Múzeum áll, amelyet 1979-ben az UNESCO a világörökség részévé minősített. 
1952-ben Oświęcimi járás alakult, mely az 1975-ös közigazgatási reform során a Bielskói (lengyelül: Bielsko) vajdaságba került. Az 1999-es új közigazgatási felosztás eredményeképpen az újonnan alapított járás a Kis-lengyelországi vajdasághoz került.

## Műemlékek

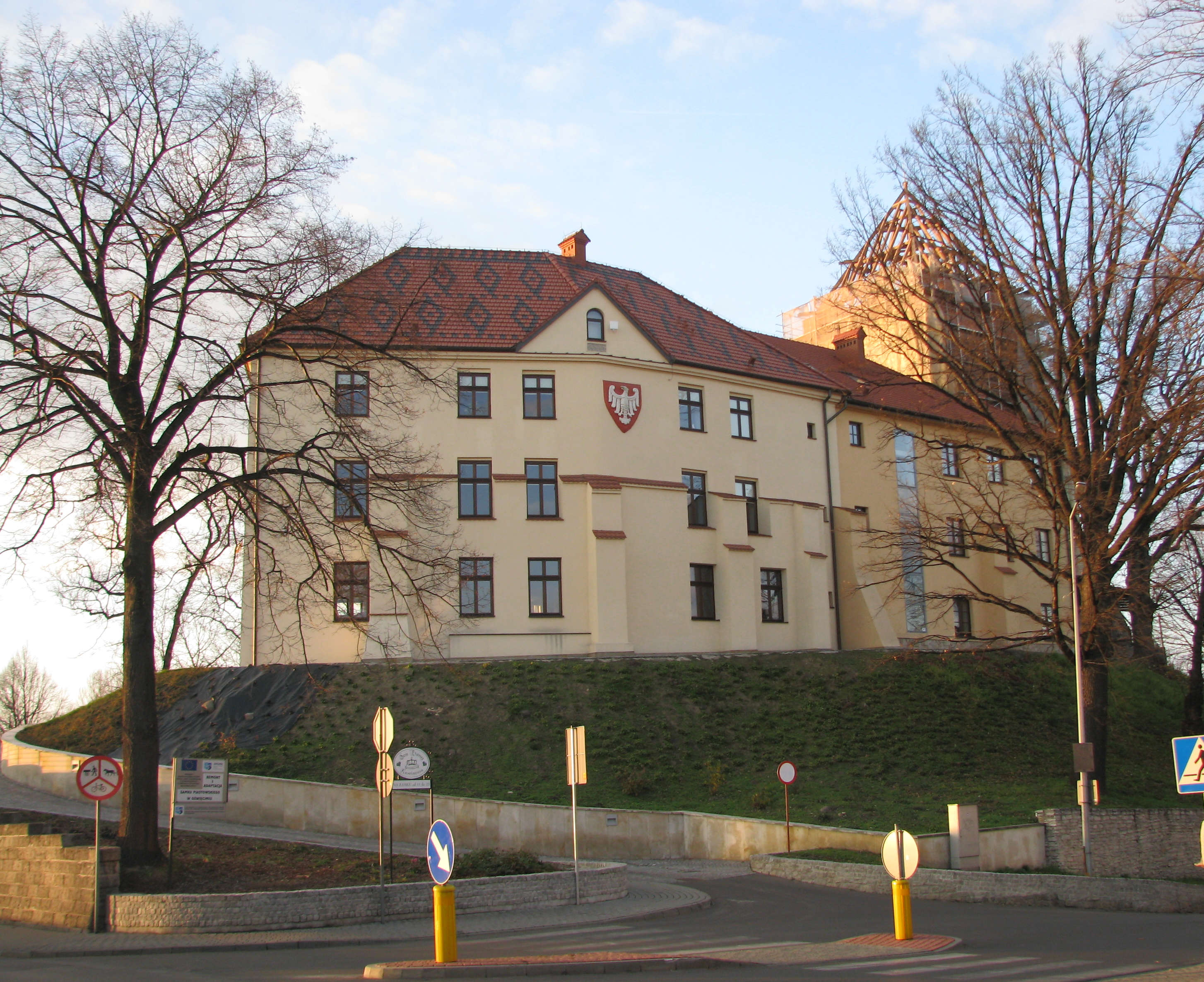
Kastély

- Auschwitz-Birkenau Állami Múzeum
- Oświęcimi vár a toronnyal
- Pincerendszer
- Szent Jacek Kápolna
- Mária mennybemenetele templom
- Hívőket segítő Szűzanya-templom
- Fájdalmas Szűzanya-templom
- Piactér
- Városháza
- Régi lakóházak
- Temető
- Zsidó temető
- Régi zsinagóga
- Házasságkötő palota
- Történelmi–néprajzi gyűjtemény

## Testvértelepülések
- Kerpen, Németország
- La Confluence, Franciaország
- Szambir, Ukrajna
- Arezzo, Olaszország
- Breisach am Rhein, Németország
- Csaca, Szlovákia